# Менаси
Менаси (яп. 目梨郡 Мэнаси-гун) — уезд округа Немуро префектуры Хоккайдо. Расположен на востоке полуострова Сиретоко, граничит с уездом Сяри (и посёлком Сяри на территории Сиретоко). По состоянию на конец 2021 год население уезда оценивалось в 4595 человек, его площадь — 397,88 км², плотность населения — 11,6 чел./км².

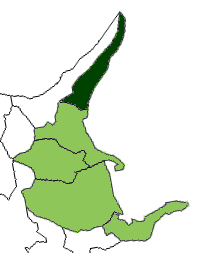
Официальная территория уезда.

Слово «Менаси» происходит от айнского メナシ, означающего «на востоке».
Единственный населённый пункт уезда — Раусу.

## История
Данный район был одним из основных локаций при Менаси-Кунаширском восстании айнов 1789 года против японской власти.